# 송 도공
송 도공(宋 悼公, ? ~ 기원전 396년)은 중국 전국 시대 송나라의 공작(재위: 기원전 403년 ~ 기원전 396년)이다. 이름은 구유(購由)이다. 송 소공의 아들이다.
| 선대 송 소공 득 | 제31대 송나라 임금 기원전 403년 ~ 기원전 396년 기원전 403년 ~ 기원전 385년경 | 후대 송 휴공 전 |